# Infinifont
Infinifont est un format et son moteur de synthèse de police de caractères, développé par ElseWare qui a été racheté par Hewlett Packard.
Le format permet de synthétiser plusieurs fontes à partir de paramètres (PANOSE et autres) et de définitions de contour de caractères. Il a été utilisé dans les imprimantes HP Laserjet 5p et 5mp.